# Carlos Santos (Boxer)
Carlos Santos (* 1. Oktober 1955 in Santurce, Puerto Rico) ist ein ehemaliger puerto-ricanischer Boxer, der sein Heimatland als Amateur an den Olympischen Sommerspielen 1976 in Montreal, Kanada vertrat. Dort schied er im Viertelfinale aus. Er war außerdem von 1984 bis 1986 IBF-Weltmeister im Halbmittelgewicht.

## Karriere
Carlos Santos debütierte als Profiboxer am 11. November 1976 und schlug seinen Gegner José Collantes nach vier Runden in San Juan. Seinen ersten K-.o-.Sieg errang er in seinem dritten Kampf, als er Juan Polanco am 21. Mai 1977 in der dritten Runde besiegte.
Am 2. November 1984 errang er gegen Mark Medal im New Yorker Madison Square Garden den IBF-Weltmeistertitel nach 15 Runden durch einstimmigen Beschluss der Juroren.
Santos’ Kampfbilanz war 43 Kämpfe, 40 Siege (27 durch K. o.) bei 3 Niederlagen. Er selbst verlor nie einen Kampf durch Knockout.